# 蕭朮哲
萧朮哲（？—1066年），汉名萧知微，字石鲁隐，又作朮者。辽国官员。契丹人。蕭孝穆之弟蕭高九的儿子，以外戚任用，加监門衛上将軍。
重熙十三年（1044年），辽国边境地区的几个部族叛逃西夏，辽兴宗立即兴师问罪，萧朮哲因讨李元昊有功，迁兴圣宫使。蒲奴里部長陶得里叛乱，萧朮哲为統軍都监，跟从都統耶律義先討伐乱軍，擒其部长陶得里。朮哲和耶律義先不和，诬义先罪免官。迁西南面招讨都监。因事下狱，因为欽哀太后求情，杖责後释放。
清寧初年，为国舅详稳、西北路招讨使。他私取官粟三百斛，离任时，令主管之官吏以畜产变卖补偿粮食。萧朮哲任满由其族弟蕭胡覩继任西北路招讨使，萧胡睹与萧革关系密切，萧革指使他搜罗萧朮哲的罪状，结果萧朮哲侵吞军粮的事被他查了出来，萧革大为高兴，让他立即告发。于是蕭胡覩向道宗告发此事，按重熙十年七月诏令“诸职官私取官物者，以正盗论”。辽道宗大怒，杖责萧朮哲并免官。朮哲被重新起用为昭德军节度使，召還为北院宣徽使。清宁九年（1063年），复为西北面招讨使。训练士卒，增修军械，号令严整，威行诸部，边境安静。清宁十年（1064年），入朝封柳城郡王。
咸雍二年（1066年），拜北府宰相。后为北院枢密使耶律乙辛记恨。太康三年（1077年），護衛蕭忽古誣告他计划殺害耶律乙辛。調査无果，但是他的宰相被免，左迁屯驻順義軍。死于顺义军任上。後追封晋宋梁三国王。侄子蕭藥師奴。

## 延伸阅读
[在维基数据编辑]
 《遼史·卷91》，出自脱脱《遼史》